# غرطر شمالي غربي
غرطر شمالي غربي (الاسم العلمي: Thamnophis ordinoides) (بالإنجليزية: northwestern garter snake)‏ هو نوع من الزواحف يتبع جنس الغرطر من فصيلة الأحناش.